# Sami Kelopuro
Sami Kelopuro (* 1987) ist ein professioneller finnischer Pokerspieler, der hauptsächlich online spielt. Er stand im Jahr 2019 für 9 Wochen an der Spitze der Onlinepoker-Weltrangliste.

## Pokerkarriere

### Online
Kelopuro spielt seit September 2006 online unter den Nicknames Lrslzk (PokerStars), LarsLuzak1 (partypoker), LarsLuzak (Full Tilt Poker), ChimneyBarrel (bwin) und d144n1 (888poker). Seine Turniergewinne belaufen sich auf mehr als 22,5 Millionen US-Dollar, womit er zu den erfolgreichsten Spielern nach Turnierpreisgeldern zählt. Dabei erspielte sich Kelopuro den Großteil auf den Plattformen PokerStars sowie auf GGPoker, wo er ehemals als MiMosa1 unterwegs war und mittlerweile unter seinem echten Namen spielt. Im Mai 2011 gewann er auf PokerStars das Main Event der Spring Championship of Online Poker und sicherte sich aufgrund eines Deals mit vier anderen Spielern mehr als 500.000 US-Dollar Preisgeld. Vom 28. September bis 8. November 2019 stand Kelopuro für 6 Wochen in Serie an der Spitze des PokerStake-Rankings, das die erfolgreichsten Onlinepoker-Turnierspieler weltweit listet. Vom 16. November bis 6. Dezember 2019 führte er die Liste erneut an.

### Live
Seine erste Geldplatzierung bei einem Live-Turnier erzielte Kelopuro Mitte April 2009 beim Main Event der European Poker Tour (EPT) in Sanremo. Dort belegt er den zwölften Platz und erhielt ein Preisgeld von 45.700 Euro. Dieselbe Platzierung erzielte er ein Jahr später beim EPT-Main-Event in Monte-Carlo, was ihm 80.000 Euro zusicherte. Ende Juni 2011 war Kelopuro erstmals bei der World Series of Poker im Rio All-Suite Hotel and Casino am Las Vegas Strip erfolgreich und wurde nach verlorenem Heads-Up gegen Ben Lamb Zweiter bei der Weltmeisterschaft der Variante Pot Limit Omaha. Dafür erhielt er sein bisher höchstes Live-Preisgeld von mehr als 500.000 US-Dollar. Anschließend spielte er das Main Event der Serie und belegte den mit rund 55.000 dotierten 111. Platz. Mitte August 2011 gewann er das High Roller des Fennia Grand Slam in Helsinki mit einer Siegprämie von 85.000 Euro. Zwischen August 2012 und Januar 2023 erzielte der Finne keine weitere Geldplatzierung, ehe er bei der PokerStars Players Championship auf den Bahamas sein Comeback gab.
Insgesamt hat sich Kelopuro mit Poker bei Live-Turnieren mehr als eine Million US-Dollar erspielt.